# Michał Duniec
Michał (Mosze) Duniec (ur. 1911 lub 1912 w Białymstoku, zm. po 1960 w Leningradzie) – polski malarz pochodzenia żydowskiego.

## Życiorys
Urodził się w ubogiej rodzinie żydowskiej Izaaka i Szejny. Edukację artystyczną rozpoczął w Białymstoku, u nieznanego z nazwiska nauczyciela. Studiował na Wydziale Sztuk Pięknych Uniwersytetu S. Batorego w Wilnie.
W pracach Duńca, które cechowały się m.in. idealizującą stylizacją, płaskością i dekoracyjnością ujęcia, można dostrzec wpływ wileńskiego klasycyzmu oraz twórczości Romana Kramsztyka. Częstą modelką była mu siostra Ewa (Hava), z kolei głównym tematem pejzaży Białystok. Artysta współtworzył Grupę Plastyków Białostockich „Forma – Farba – Faktura” do której należeli również: Nachum Edelman, Bencjon Rabinowicz, Czesław Sadowski i Ichiel Tynowicki, na wystawie prezentującej dokonania tej formacji przedstawił trzy obrazy: Motyw taneczny, Murzynka i Kwiaty. W 1931 wystawił swoje prace w Salonie Jesiennym zorganizowanym w sali reprezentacyjnej Urzędu Miejskiego w Pałacu Branickich. Na przełomie 1931 i 1932 jego obraz Postać siedząca znalazł się na Salonie Zimowym prezentowanym w Instytucie Propagandy Sztuki w Warszawie. Rok później Duniec wziął udział w Salonie Zimowym Żydowskiego Towarzystwa Krzewienia Sztuk Pięknych, gdzie wystawił pejzaże: Na przedmieściu, Nad rzeką i Wczesna wiosna.
W 1930 rodzice Duńca podjęli decyzję o wyjeździe do Palestyny, podczas wyjazdu w 1932 lub w 1933 roku wywieźli część prac syna. Niektóre z owych dzieł spłonęły podczas pożaru, przetrwało kilkanaście prac. W rodzinnym Białymstoku nie przetrwała żadna z jego prac.
Losy Michała Duńca po 1933 są mało znane. Wiadomo, że po wkroczeniu Armii Czerwonej przedostał się do Leningradu, gdzie brał udział w życiu artystycznym miasta. Prawdopodobnie wcześniej brał udział w walkach partyzanckich w lasach w okolicach Białegostoku. Utrzymywał kontakt z rodzicami, po ich śmierci w drugiej połowie lat czterdziestych rozluźnił więzy rodzinne.
Zmarł prawdopodobnie pod koniec lat sześćdziesiątych XX wieku w Leningradzie.